# كريم الزغبي
كريم الزغبي (مواليد 15 فبراير 1977) هو فارس قفز حواجز مصري. شارك في أولمبياد 2004 و 2008و2012.

## روابط خارجية
- كريم الزغبي على موقع أوليمبيديا (الإنجليزية)